# Sabrina, the Animated Series
Sabrina, the Animated Series is een Amerikaanse animatieserie, gebaseerd op de stripserie Sabrina the Teenage Witch van Archie Comics. De serie is geproduceerd door DIC Entertainment, welke destijds eigendom was van Disney.
De serie is in Nederland in nagesynchroniseerde versie uitgezonden op Nickelodeon.

## Opzet
In tegenstelling tot in de strips en de eerder gemaakte live-action televisieserie is Sabrina in de serie 12 jaar oud, en beschikt derhalve nog niet over eigen magie. In plaats daarvan leent ze spreuken van haar tantes Hilda en Zelda, en gebruikt magische voorwerpen.
Veel afleveringen draaien om typische problemen die Sabrina op de middelbare school tegenkomt, of die het gevolg zijn van haar onervarenheid met magie. Sabrina’s vriendin Chloe is op de hoogte van Sabrina’s magie, maar haar vriend Harvey niet. Samen gebruiken ze geregeld magie om hun problemen op te lossen, maar met onvoorziene bijwerkingen.

## Productie
Savage Steve Holland was uitvoerend producer van Sabrina, the Animated Series. Voorheen was hij ook betrokken bij de serie Eek! The Cat. Derhalve lijkt de humor uit Sabrina veel op die van Eek the Cat. De stemmen van de personages werden soms door bekende artiesten ingesproken, zoals Mr. T en "Weird Al" Yankovic.
Melissa Joan Hart, die in de live-action sitcom de rol van Sabrina had gespeeld, deed in deze serie de stemmen van Sabrina’s beide tantes. Haar jongere zus, Emily Hart, deed de stem van Sabrina. De stem van Salem de kat werd net als in de live-action serie gedaan door Nick Bakay.
De serie werd uitgezonden op ABC. De serie liep in totaal 1 seizoen van 65 afleveringen. In oktober 2002 werd een televisiefilm over de serie gemaakt getiteld Sabrina: Friends Forever. Deze werd op zijn beurt weer opgevolgd door een tweede animatieserie: Sabrina's Secret Life. In Duitsland werden die serie en deze serie samengevoegd tot een grote animatieserie getiteld Simsalabim Sabrina.

## Strip
In januari 2002 kwam Archie Comics met een stripserie gebaseerd op de animatieserie. Deze reeks liep 37 delen.